# سوق مريدي

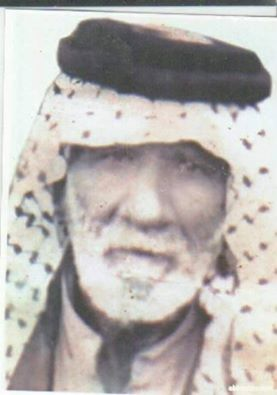
الحاج مريدي (1890-1973م)

 سوق مريدي وهو سوق شعبي يقع في الجانب الشرقي من مدينة بغداد، عاصمة العراق في منطقة الثورة والتي سميت مؤخراً مدينة الصدر وتحديدا في شارع يسمى شارع الجوادر (وتعني الخيام، ومفردها خيمة)، وبين تقاطعي شارع الكيارة وشارع الشركة حيث يعادل طوله حوالي ثلاثة قطاعات من قطاعات المدينة البالغ عددها 80 قطاعا أي ما يساوي 1500 متر بعرض 100 متر تقريبا وهو مستمر بالتوسع 
ويختص هذا السوق ببيع مختلف الحاجيات ومن ضمنها الأشياء المسروقة والممنوعة.

## التأسيس والتسمية
تاسس السوق بعد إنشاء مدينة الصدر بحوالي عشر سنوات أي تقريبا في عام 1972م.
وسمي بسوق مريدي نسبة إلى صاحب أول محلات بنيت في هذا السوق وكان يسمى الحاج مريدي اللامي (1890-1973م). 

## السوق
اشتهر سوق مريدي منذ بداية الحرب العراقية الإيرانية، حيث تم منع السفر للخارج وزاد تزوير جوازات السفر والتصديق على شهادات الدراسة الأكاديمية، والشهادات المزورة تتنوع حيث تبدأ بالثانوية وتنتهي بالدكتوراه وبكافة الاختصاصات، وبالطبع لكل وثيقة سعرها وحسب اهميتها.
لكن اختصاصات هذا السوق اتسعت وتعمقت حسب الاوضاع الأمنية والحياتية السيئة في العراق، وتشتمل خدماته على بيع الأدوية التي تسرق من مذاخر المستشفيات العراقية لتباع على أرصفة السوق وبيع الملابس الشبابية والملابس المستهلكة التي تسمى البالة.
كما يتميز بوجود مختلف أنواع الاسلحة الخفيفة في السوق أو في بيوت قريبة منه، وذلك أمر غير مستغرب، وحتى ان تجار السلاح في سوق مريدي يعرضون على الزبائن خدمات كثيرة.
في هذا السوق ازدهر قسم جديد يسمونه (قسم المواد الاستهلاكية)وهو رمز سري لتجارة المخدرات بانواعها واخطرها الحبوب أو الكبسولات، ويطلق على من يتعاطاها بـ«المكبسل» الذي يقوم بأي عمل من غير ان يدرك بما قام به، ويطلق على البائع (بندرجي).
حاولت أمانة بغداد ازالة السوق لعدة مرات بسبب الزحام الذي يؤدي إلى قطع الشارع الرئيسي (شارع الجوادر) لكن دون جدوى، فقد ظل الحال كما هو عليه لحد الآن.
والآن أسم سوق مريدي علامة تجارية لشركة مريدي دوت كوم للدعاية والإعلان.

### سوق مريدي مع ناجي عطا الله
ظهر أسم سوق مريدي على الشاشة العربية لأول مرة في فرقة ناجي عطا الله عام 2012 حيث قام ناجي عطا الله مع فرقته بتزوير أوراقهم الثبوتية، وعمل له وثيقة زواج مزورة وكذلك شهادة دكتوراه بالجراحة.

## التفجيرات الارهابية
تعرض السوق لعدد من التفجيرات الارهابية والتي راح ضحيتها مئات القتلى والجرحى وكان ابرزها:
- في 24 حزيران 2009 هز انفجار عنيف سوق مريدي، وتسبب في مقتل 72 شخصاً على الأقل وإصابة 127 آخرين. نُفذ الانفجار عن طريق دراجة نارية مفخخة.
- في فبراير 2014، انفجار بدراجة نارية مفخخة وأوقع 25 قتيلا ومئات الجرحى.
- في فبراير 2016، انفجار مفخخة وأوقع ما يزيد عن 70 قتيلا وأكثر من 100 جريح.